# Warblade
(Warblade)
Warblade, il cui vero nome è Reno Bryce, è un personaggio della serie a fumetti WildStorm Wildcats, illustrata da Jim Lee e scritta da Brandon Choi.

## Personalità
Warblade è un uomo cinico e violento che adora la battaglia ed è disposto a fare stragi di avversari al fine di raggiungere il sentimento di pace che gli deriva dall'uccisione di un Deamonita, cosa che appaga in parte la morte dei suoi cari; è tuttavia conscio che la sua sete di vendetta non verrà appagata in quanto nonostante tutti i Deamoniti che può uccidere la sua famiglia non rivivrà.
Sebbene molti abbiano descritto Warblade come una sorta di berserkr, in realtà nasconde un animo sensibile e poetico che fa di lui un vero artista e lo rende molto propenso alla compassione. È inoltre molto fiero delle sue origini ed ha una grande conoscenza della cultura della sua gente.

## Biografia del personaggio
Reno nacque a Hong Kong, Cina nel 1960 e fu reso orfano dai Deamoniti quando aveva dieci anni. A seguito di questo fatto giurò vendetta e dedicò la sua intera vita allo studio delle arti marziali, sviluppando anche il suo amore per le arti pittoriche.
Venne rapito dall'organizzazione nota come Cyberdata, la quale gli fece il lavaggio del cervello e lo rese un suo membro; l'artefice delle sue lobotomie era Misery, una compagna di squadra che si rivelerà poi una traditrice, cosa che porterà Reno a ucciderla suscitando le ire del capo del Team, Ripclaw; il quale lo attaccherà riducendolo in fin di vita. In queste condizioni viene trovato da Jacob Marlowe, il quale lo salverà da morte certa e lo farà entrare nei Wildcats.
Durante questo periodo si chiarirà con Ripclaw (ora membro di Cyberforce) e spiegherà i motivi che lo hanno portato ad uccidere la donna. I due si riappacificheranno e diverranno amici. Inoltre comincerà un acceso rapporto di rivalità con l'assassino Umano/Cherubino Pike, il quale è intenzionato a ucciderlo a tutti i costi.
A seguito di un viaggio su Khera Warblade deciderà di lasciare il gruppo e dedicarsi completamente alla sua arte, iniziando anche una relazione sentimentale con una donna di nome Jules. Tuttavia Pike tenterà di ucciderlo con una bomba, la quale causa però la sola morte di Jules. Reno, inferocito combatterà l'eterno nemico a Sarajevo e metterà fine alla loro faida uccidendolo.
In seguito cadrà brevemente in depressione e diverrà disilluso riguardo alla vita dei supereroi, cosa che lo porterà a smettere di combattere e dedicarsi unicamente alla sua carriera di pittore pur mantenendo i contatti coi Wildcats. Pur aiutandoli occasionalmente l'uomo non farà infatti più parte del team a livello ufficiale fino all'armageddon che devasta l'intero mondo WildStorm; a seguito del quale tornerà sotto il comando di Spartan per soccorrere i sopravvissuti alla catastrofe.

## Poteri e abilità
Warblade è un esperto di arti marziali capace di affrontare molti avversari armati da solo e senza fare ricorso ai suoi poteri, nonché di padroneggiare un vasto numero di stili di combattimento differenti. Warblade è inoltre un cacciatore estremamente dotato, capace di inseguire una preda per chilometri senza perderne le tracce ed è un esperto nell'uso di armi bianche.
La sua natura di ibrido umano/cherubino consente inoltre a Warblade di possedere una struttura fisica variabile a comando mentale, ovvero di poter manipolare con la semplice forza di volontà la sua struttura molecolare trasformandola in metallo organico che ricopre parti del suo corpo formando lame, artigli e spade di forme e dimensioni disparate a causa della struttura polimorfa del materiale in questione.
Per il medesimo principio Warblade è inoltre in grado di riassemblare le sue molecole rigenerando quindi ogni parte del suo corpo se distrutta.

## Altre versioni

Warblade nella serie animata. A lato Voodoo.

- Nella Smoosh reality viene presentata una versione alternativa del personaggio di nome Darkblade, amalgama tra Warblade e il personaggio Top Cow Darkness, in questa versione è membro dei Vicious Razors.
- Nel crossover Marvel/WildStorm ambientato nella terza guerra mondiale Warblade è sempre un membro dei Wildcats e combatte contro lo schieramento di forze formato dai Deamoniti, dal Dottor Destino e dagli Skrull.

## Altri media
- Del personaggio esiste anche una versione animata nella serie d'animazione La sfera del tempio orientale. In questa versione scopre i suoi poteri nel primo episodio, fatto che lo rende il novellino del gruppo, posizione occupata da Voodoo nei fumetti; inoltre oltre che un esperto di arti marziali è anche un abile hacker. È doppiato in originale da Dean McDermott e in italiano da Marco Balzarotti. Nell'adattamento italiano della serie è stato ribattezzato Spada.

## Curiosità
- L'uso delle lame come artigli di cui fa sfoggio continuo il personaggio è un omaggio fatto da Jim Lee al mutante Marvel Wolverine, personaggio cui l'autore è molto affezionato, essendo stato il lavoro svolto sulla sua testata ad averlo portato alla fama.
- Il nome Reno è un omaggio al personaggio interpretato da Lorenzo Lamas nella serie televisiva Renegade.